# Словашка национална партия
Словашка национална партия (на словашки: Slovenská národná strana) (СНП) е националистическа политическа партия в Словакия.
Самата партия се характеризира като социалистическа и националистическа, въз основа на европейската християнска ценностна система.
През 1990 г. СНП печели места в словашкия парламент, а от 2006 г. до 2010 г. и от 2016 г. е част от правителството. През 2006 г. формира коалиция с партията на Роберт Фицо Посока - социална демокрация (ПСД), което води до изключване на ПСД от партията на европейските социалисти (ПЕС). ПЕС смята СНП за „политическа партия, която подбужда или се опитва да насади расови или етнически предразсъдъци и расова омраза“. На парламентарните избори от 2012 г., СНП не успява да премине 5%-ия избирателния праг и по този начин губи парламентарно представителство.

## История
Партията е основана през декември 1989 г. и се възприема като идеологически наследник на историческата „Словашка национална партия“ (1871–1938). Партията декларира своите три стълба: християнство, национализъм и социализъм. Партията има министри в словашкото правителство. Мариан Андел, Йозеф Прокеш, Ярослав Пашка и Людовит Чернак са във второто правителство на Мечиар (1992-1994), Ян Сайтек и Ева Славковска в третото правителство на Мечиар (1994-1998), а други са част от правителството на Роберт Фицо (2006-2010).
Между 2001 г. и 2005 г. съществува „Истинска словашка национална партия“ (Pravá Slovenská Národná Strana), основана от отцепници от СНП, които по-късно се връщат в нейните редици.
През 2008 г. на търг за установяване на правилата и насоките за разпределение на средствата от Европейския съюз, €120 млн. са спечелени от консорциум от фирми, близки до лидера на СНП Ян Слота. Обявлението за обществената поръчка е публикувано пет дни по-късно, което е и единствената оферта. След скандала, министърът на СНП, който отговаря на договора е уволнен, а Европейската комисия започва разследване. През 2009 г. СНП предлага закон за ограничаването на абортите в Словакия.

### Участия в избори
| Година | Гласове | %     | Места | Място | Правителство |
| ------ | ------- | ----- | ----- | ----- | ------------ |
| 1990   | 470 984 | 13.94 | 22    | 3-то  | Не           |
| 1992   | 244 527 | 7.93  | 15    | 4-то  | Да           |
| 1994   | 155 359 | 5.4   | 9     | 7-мо  | Да           |
| 1998*  | 304 839 | 9.1   | 14    | 5-то  | Не           |
| 2002   | 95 633  | 3.3   | 0     | 9-то  | Не           |
| 2006   | 270 230 | 11.7  | 20    | 3-то  | Да           |
| 2010   | 128 490 | 5.07  | 9     | 6-то  | Не           |
| 2012   | 116 420 | 4.55  | 0     | 7-мо  | Не           |
| 2016   | 225 386 | 8.64  | 15    | 4-то  | Да           |
| 2020   | 91 171  | 3.16  | 0     | 10-то | Не           |

- Част от „Словашка демократична коалиция“.

На изборите за Европейски парламент през 2009 г., партията печели 5,6% от гласовете, като получава едно място. Член е на Европа на свободата и демокрацията по време на седмия Европейски парламент.

### 2006–2010: Част от кабинета
СНП е част от словашкото правителство след като председателят Ян Слота и Роберт Фицо се съгласяват да формират коалиционно правителство. Това създава необичайна ситуация на предполагаемо крайнодясна партия да се приема като партньор от Посока – социална демокрация ПСД, която е лява. Трима министри на СНП полагат клетва на 4 юли 2006 г.:
- Ярослав Ицак като министър на околната среда. Уволнен е от Министерството на околната среда, в резултат на обвинения за връзкарство. Наследен от Ян Хърбет.
- Ян Миколай като вицепремиер и министър на образованието.
- Мариан Янушек като министър на строителството и регионалното развитие. Уволнен за „предоставяне на изгодни договори на стойност €98 млн. за две фирми – „Авокат“ и „Замедия“, които се считат за близки до лидера Ян Слота“.[5]

Други министри, делегирани от СНП:
- Ян Хърбет като министър на околната среда след Ицак. Уволнен след скандал, свързан с продажбата на квоти за излишните емисии на страната на изключително ниска цена, под пазарната им стойност.
- Вилиам Търски като министър на околната среда след Хърбет. Също уволнен от Фицо за съмнителен договор, който той подписва с компания. След всичко това Фицо отнема контрола на министерството от СНП.

### 2016: Неформална част от кабинета
На парламентарните избори през 2016 г., Словашката национална партия печели 8,64% от гласовете и се присъединява към Третия кабинет Фицо на 22 март. Участието е с предложени независими експерти за министри.

## Скандали
През април 2008 г. политическа карта е публикувана на официалния форум в уеб страницата на партията, където територията на Унгария е разделена между Словакия и Австрия. След медийното внимание, картата е премахната навреме и партията отрича отговорност, отнасяща се до политиката на свободен достъп до секцията форум, където е публикувана картата. Бившият лидер на партията Ян Слота е често критикуван за арогантност, национализъм и екстремизъм. Словашкият „Spectator“ съобщава, че повечето от медийното внимание към него е заради твърдения, които преминават „линията не само на политическото, но и на човешкото благоприличие“. Документи за криминалното минало на Слота, които включват палеж, кражба на кола и нападение, са изкарани на светло от „Markíza“, водеща частна телевизия в Словакия, което води до съдебно дело срещу телевизията. По време на съдебното производство Слота признава някои от престъпленията и дори заявява, че е горд от побой над унгарски гражданин: „Горд съм, че му насиних окото“. Друго физическо нападение е извършено от Анна Белусовова срещу колегата депутат Игор Матович. Тя му удря шамар, защото е несъгласна със статия, която той е написал.

### Обвинения в расизъм и дискриминация
Партията под ръководството на Ян Слота понякога е описвана като ултранационалистическа, right-wing extremist, екстремна и крайнодясна, поради своите изказвания за унгарците и циганите, които са характеризирани като расистки. Основното притеснение на партията след разпадането на Чехословакия е опасността от „иредентизъм“. Всички опити за даване на по-големи права за малцинствата, живеещи в Словакия, особено на значителното унгарското малцинство, живеещо в южната част на Словакия, се разглеждат като стъпки към териториална автономия.
СНП е известна с острата си реторика срещу етническите цигани и унгарци. Ян Слота, който е сочен от „Earthtimes“ като „ксенофобски политик, който насажда антиунгарски настроения“, твърди, че най-добрата политика за справяне с циганите е „дълъг камшик“. Той е цитиран да казва „ние ще седнем в нашите танкове и ще унищожим Будапеща“. Той прави и запитвания дали хомосексуалистите са нормални хора. Слота казва, че „унгарците са рак в тялото на словашката нация“. Слота нарича фашисткия лидер Йозеф Тисо „един от най-великите синове на словашката нация“ и на 17 февруари 2000 г. 40 от 41 общински съветници в Жилина, където Слота е кмет тогава, гласуват да се постави плакет в чест на Йозеф Тисо, който е съден и екзекутиран за рушене на чехословашката държава и за сътрудничество с Нацистка Германия. По-късно в ход, който е описан като абсурден от словашки журналист, СНП иска място на заместник министър, отговарящ за правата на човека и националните малцинства. Партията не получава такъв.

### Обвинения във фашизъм
В миналото партията е сочена за фашистка. Твърденията понякога са свързани с различни изказвания на членове на партията, или че СНП стои зад „продължаващата кампания за реабилитиране на Йозеф Тисо, ръководител на военновременния фашистки режим, който е отговорен за депортирането на евреите в лагерите на смъртта“. През 2006 г. в интервю за „Инфорадио“, Миклош Дурай от Партия на унгарската коалиция, нарича СНП „фашистка партия“. Ян Слота го осъжда за това му изказване, за загуба на гласове, уронване на имидж и репутация. Районният съд постановява Дурай да плати един милион крони като обезщетение и да се извини за изявленията си. Върховният съд обаче, в крайна сметка решава, че СНП няма право на финансова компенсация, тъй като партията не е подала достатъчно документирано за твърдените вреди. Словашката национална партия осъжда Върховния съд на Словакия за това решение.

## Лидери
- Витязослав Морич: 1990–1991
- Йозеф Прокеш: 1991–1992
- Людовит Чернак: 1992–1994
- Ян Слота: 1994–1999
- Анна Маликова: 1999–2003
- Ян Слота: 2003–2012
- Андрей Данко: от 2012 г.